# Bernd Schramm
Bernd Schramm (Berlino, 3 marzo 1951 – 23 gennaio 2005) è stato un attore, doppiatore e conduttore radiofonico tedesco,sposato con la doppiatrice Gabriele Schramm-Philipp. Era il padre dell'attrice e doppiatrice Marie-Luise Schramm.

## Filmografia
- Die Stunde der Töchter - regia di Erwin Stranka (1981)

### Televisione
- Das Mädchen und der Junge - film TV - regia di Wolfgang Hübner (1982)
- Das Puppenheim in Pinnow - film TV - regia di Christian Steinke (1984)

## Doppiaggio

### Cinema
- Branscombe Richmond in Batman - Il ritorno (1992)
- Carlos Carasco  in Speed (1994)
- Rocko in Hubie all'inseguimento della pietra verde (1995)
- Peter Coyote in Patch Adams
- Silvestro in Space Jam
- Richard Graham in Titanic (1997)
- Anthony Ray Parker in Matrix (1999)
- Matthew Kimbrough in American Beauty (1999)
- David Andrews in Fight Club
- John Diehl in Jurassic Park III (2001)
- Michael Berry Jr. in La maledizione della prima luna (2003)

### Televisione
- Bryan Cranston in Seinfeld (1994-1997)
- Martin Rayner in Star Trek: Voyager
- Steve Buscemi in I Soprano (2004-2006)
- Zali in Wolf's Rain
- Kibito e Mez in Dragon Ball Z
- Mr. Midcarda in ¡Mucha Lucha!
- Gauron in Full Metal Panic!